# Hamadryas florentia
Hamadryas florentia är en fjärilsart som beskrevs av Hans Fruhstorfer 1916. Hamadryas florentia ingår i släktet Hamadryas och familjen praktfjärilar. Inga underarter finns listade i Catalogue of Life.